# Divina Galica
 (novembre 2018).
Si vous disposez d'ouvrages ou d'articles de référence ou si vous connaissez des sites web de qualité traitant du thème abordé ici, merci de compléter l'article en donnant les références utiles à sa vérifiabilité et en les liant à la section « Notes et références ».
Pas d'image ? Cliquez ici
Divina Mary Galica, née le 13 août 1944 à Bushey Heath, près de Watford (Hertfordshire), est une skieuse alpine et pilote automobile anglaise, membre de l'Ordre de l'Empire britannique. Elle a participé aux Jeux olympiques en plus d'avoir connu une carrière de course automobile.

## Carrière de skieuse alpin
À l'âge de 20 ans, elle participe à ses premiers Jeux olympiques d'hiver à Innsbruck en 1964, participant à l'épreuve de slalom.  Elle participe également aux deux Jeux olympiques d'hiver suivants, à Grenoble en 1968 et à Sapporo en 1972. À chaque fois, Divina Galica est capitaine de l'équipe féminine britannique olympique de ski et elle termine dans les dix premières du slalom géant. Divina Galica obtient deux places sur un podium de Coupe du monde, en prenant la troisième place à Badgastein et Chamonix en 1968. Divina Galica détient provisoirement le record de vitesse (125 MPH).
Après sa carrière en compétition automobile, Galica est revenue à ses premières amours et elle a disputé les Jeux olympiques d'hiver de 1992[réf. nécessaire].

## Carrière de pilote automobile

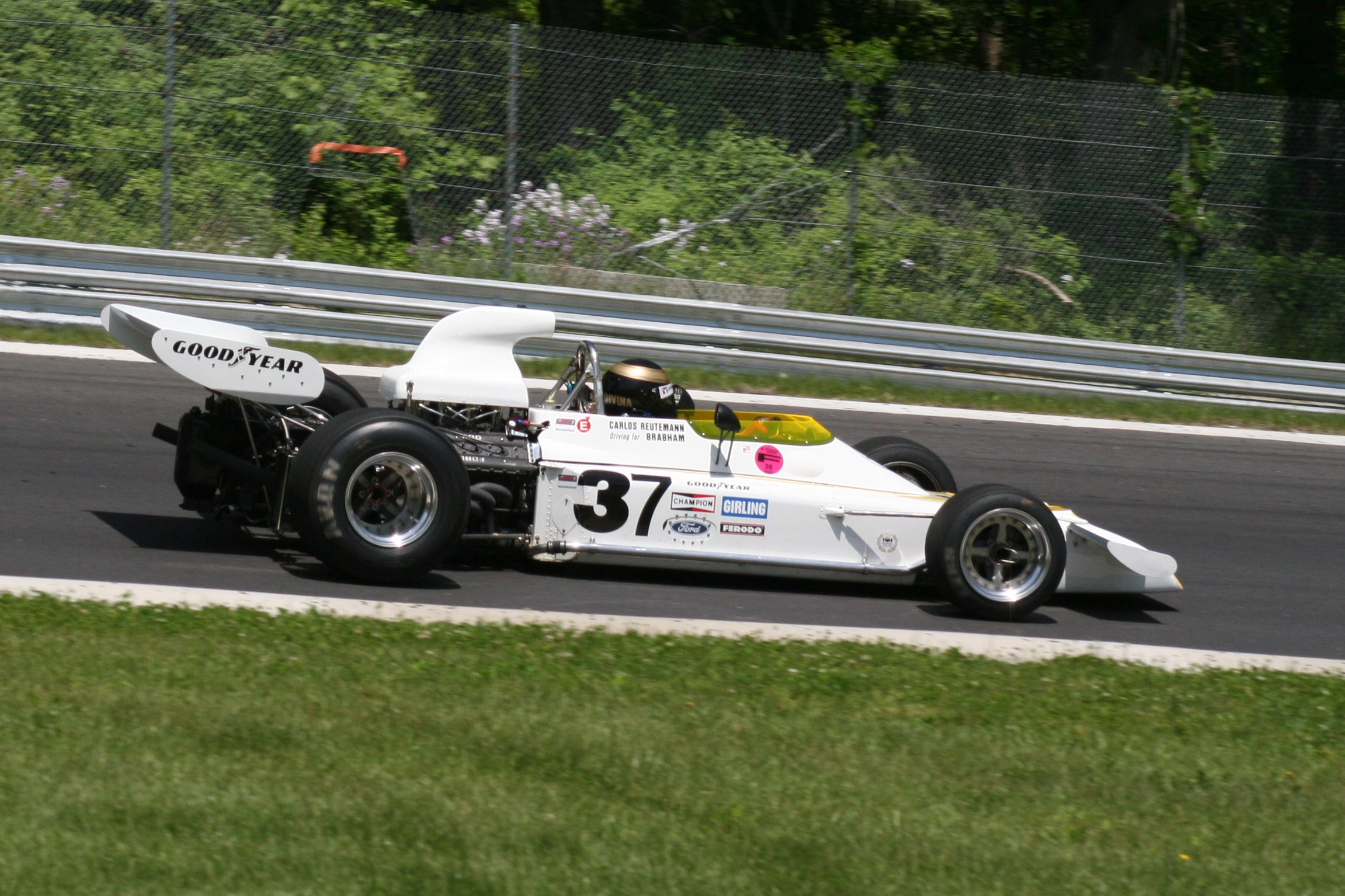
Divina Gallica pilote la Brabham BT37 (ex-Carlos Reutemann) à Lime Rock Park en 2009.

Divina Galica fait partie des rares femmes (cinq au 29 octobre 2022) à avoir participé (au sens large) à une épreuve du championnat du monde de Formule 1.
Divina Galica accepte une invitation pour une course automobile de célébrités et crée la sensation en démontrant ses qualités en conduite automobile. Elle pense alors à une reconversion dans la course automobile, d'abord en débutant dans le karting puis en disputant la Formule 2 et la Formule 1 avant de connaître des victoires en courses de sport-prototypes et de camions. Son parcours de pilote automobile a vu des passages en Formule Renault et en Formule Vauxhall Lotus.
Divina Galica est la protégée de John Webb et Nick Whiting, qui l'intègrent à la formule britannique British Shellsport International Group 8 en 1976, au volant d'une Surtees TS16 de Formule 1. Après des débuts prometteurs dans la formule britannique, Nick Whiting décide d'aligner Divina Galica pour le Grand Prix automobile de Grande-Bretagne 1976 au volant d'une Surtees. Cette apparition est remarquée car pour la première fois depuis treize années, une voiture porte le no 13 dans une course de Championnat du monde de Formule 1 ; ce numéro est réputé ne pas porter bonheur et Divina Galica (née pourtant un 13 août) ne parvient pas à se qualifier.
En 1977 Nick Whiting lui propose une Surtees TS19 (en) d'ancienne génération pour participer au championnat de Grande-Bretagne de Formule 1. Les techniciens et les ingénieurs de Whiting manquent d'expertise technique pour préparer correctement la voiture pour chaque épreuve et Galica n'est pas avantagée au volant de cette voiture. Tony Trimmer dispose de la même monoplace mais son équipe d'ingénieurs et de techniciens est supérieure. Whiting obtient un soutien du sponsor Olympus, aussi l'écurie dispose d'un budget de £10 000 pour la saison. Divina Galica obtient la troisième place à Brands Hatch et la deuxième à Donington Park quand Trimmer remporte chaque épreuve et le titre.
En 1983, elle participe aux 1 000 kilomètres de Brands Hatch, épreuve inscrite au Championnat d'Europe des voitures de sport, au volant d'une Porsche 956 de l'écurie américaine Preston Henn T-Bird Swap Shop avec David Sutherland et Preston Henn comme coéquipiers ; ils abandonnent au bout de 119 tours à la suite d'un tête-à-queue.
En 1992, elle participe aux 1 000 kilomètres de Suzuka, épreuve inscrite au Championnat d'Europe des voitures de sport, au volant d'une Spice SE89C de l'écurie anglaise Chamberlain Engineering avec Jun Harada et Tomiko Yoshikawa (de) comme coéquipiers ; ils se classent septième de l'épreuve.

### Résultats en championnat du monde de Formule 1
| Saison | Écurie         | Châssis      | Moteur      | Pneus    | GP disputés | Points inscrits | Classement |
| ------ | -------------- | ------------ | ----------- | -------- | ----------- | --------------- | ---------- |
| 1976   | Shellsport     | Surtees TS16 | Cosworth V8 | Goodyear | 0 (1 nq)    | 0               | n.c.       |
| 1978   | Hesketh Racing | Hesketh 308E | Cosworth V8 | Goodyear | 0 (2 nq)    | 0               | n.c.       |